# Oreomeloe
Oreomeloe is een geslacht van kevers uit de familie oliekevers (Meloidae).
Het geslacht is voor het eerst wetenschappelijk beschreven in 1981 door Tan.

## Soorten
Het geslacht omvat de volgende soort:
- Oreomeloe spinulus Tan, 1981